# 3-ヒドロキシ安息香酸-2-モノオキシゲナーゼ
3-ヒドロキシ安息香酸-2-モノオキシゲナーゼ（3-hydroxybenzoate 2-monooxygenase）は、安息香酸分解酵素の一つで、次の化学反応を触媒する酸化還元酵素である。
3-ヒドロキシ安息香酸 + 還元型受容体 + O2 {\displaystyle \rightleftharpoons } 2,3-ジヒドロキシ安息香酸 + 受容体 + H2O
この酵素の基質は3-ヒドロキシ安息香酸、還元型受容体とO2で、生成物は2,3-ジヒドロキシ安息香酸、受容体とH2Oである。
この酵素は酸化還元酵素に属し、基質に特異的に作用する。酸素は酸化剤として還元されると同時に基質に取り込まれる。組織名は3-hydroxybenzoate,hydrogen-donor:oxygen oxidoreductase (2-hydroxylating)で、別名に3-hydroxybenzoate 2-hydroxylase、3-HBA-2-hydroxylaseがある。